# Cee-Lo Green… Is the Soul Machine
A 2004-es Cee-Lo Green... Is the Soul Machine Cee Lo Green második nagylemeze. Szerepel az 1001 lemez, amit hallanod kell, mielőtt meghalsz című könyvben.

## Az album dalai
|     | Cím                  | Hossz |
| --- | -------------------- | ----- |
| 1.  | Intro                | 0:23  |
| 2.  | Soul Machine         | 1:40  |
| 3.  | The Art of Noise     | 3:46  |
| 4.  | Living Again         | 3:37  |
| 5.  | I'll Be Around       | 3:41  |
| 6.  | The One              | 4:43  |
| 7.  | My Kind of People    | 3:54  |
| 8.  | Childz Play          | 3:54  |
| 9.  | I Am Selling Soul    | 4:16  |
| 10. | All Day Love Affair  | 4:12  |
| 11. | Evening Newz         | 4:12  |
| 12. | Scrap Metal          | 4:40  |
| 13. | Glockappella         | 5:21  |
| 14. | When We Were Friends | 3:43  |
| 15. | Sometimes            | 5:04  |
| 16. | Let's Stay Together  | 3:54  |
| 17. | Die Trying           | 4:05  |
| 18. | What Don't You Do?   | 0:20  |

## Fordítás
Ez a szócikk részben vagy egészben a Cee-Lo Green... Is the Soul Machine című angol Wikipédia-szócikk ezen változatának fordításán alapul.  Az eredeti cikk szerkesztőit annak laptörténete sorolja fel. Ez a jelzés csupán a megfogalmazás eredetét és a szerzői jogokat jelzi, nem szolgál a cikkben szereplő információk forrásmegjelöléseként.